# Françoise Vacher
Françoise Marie Clotilde Vacher, dite Vacher-Gras, puis Clotilde O'Kelly, née le 10 septembre 1860 à Paris 10e et morte après 1938, est une pianiste et compositrice française.

## Biographie
Françoise Vacher est la fille de Jean Vacher, ingénieur mécanicien et de Françoise Gras, dite elle aussi Vacher Gras, pianiste, dont elle portera également le nom.
Elle est admise au Conservatoire de Paris le 28 décembre 1869, où elle étudie le piano et l'harmonie jusqu'en 1874 sous la direction d'Ernest Guiraud. Elle obtient un second prix en classe d'accompagnement au piano et de nombreuses médailles en harmonie, piano, accompagnement et solfège entre 1874 et 1879.
Dans la classe d'accompagnement piano, elle n'est pas la seule femme élève: l'accompagnent notamment Blanche Sorbier, Marie Archainbaud ainsi que Mel Bonis.
Elle se produit ensuite au piano dans un cercle de musiciens, dans des duos avec un camarade franco-irlandais du conservatoire, Henri O'Kelly (en), devenu par la suite compositeur, pianiste, organiste et chef d'orchestre. Le journal Le progrès artistique cite un concert en 1884 à Versailles, organisé par la Société Philharmonique, applaudi avec « triomphe ».
En février 1881, ils ont un fils, Henri Jean-François O'Kelly,. Ils s'installent ensemble rue du Faubourg Poissonnière et se marient en mars, bien qu'il y ait un doute sur l'effectivité du mariage,.
Elle est l'autrice de 17 des 160 morceaux composant l'œuvre Polyorgane (1920), co-écrite avec son mari (14 morceaux) et son fils (pour le reste). L'une au moins des pièces semble avoir été composée avant et destinée à un autre usage.
Elle survit à son fils, puis à son mari mort en 1938 ; sa trace se perd ensuite, le biographe de la famille indiquant avoir manqué de temps et d'éléments pour traiter plus d'elle dans son ouvrage.

## Œuvre
- Polyorgane[7], 1920.

## Distinctions
- 1899 :  Chevalier de l'ordre des Palmes académiques[10].
- 1911 :  Officier de l'Instruction publique[11].